# Anton Mussert
Anton Adriaan Mussert (Werkendam, 11 de mayo de 1894 – La Haya, 7 de mayo de 1946) fue un político holandés, famoso durante los años 30 por ser el líder del Movimiento Nacional Socialista en los Países Bajos. Más tarde, tras la invasión alemana, se convirtió en el principal político neerlandés en la Holanda ocupada y favorable a la colaboración con los ocupantes germanos. Después de la Segunda Guerra Mundial fue capturado por los aliados, juzgado y fusilado por traición.

## Biografía

### Formación
Originario de Werkendam, localidad situada en el norte de la provincia holandesa de Brabante Septentrional, entró en la Universidad Técnica de Delft, donde se licenció como Ingeniero civil. Durante los años 1920 militó en varias organizaciones de extrema derecha que reclamaban la unión de la región belga de Flandes con los Países Bajos. En 1931 fue uno de los fundadores del NSB (Nationaal-Socialistische Beweging in Nederland, Movimiento nacional-socialista de los Países Bajos), de inspiración fascista y posteriormente nazi. Personaje y político carismático, desde el principio se convirtió en el líder del NSB y uno de los políticos holandeses más conocidos de los años 30. En los años anteriores a la Guerra Mundial empezó a simpatizar y defender la colaboración con la Alemania nazi y ya en noviembre de 1936 mantuvo un encuentro con Adolf Hitler.

### Papel durante la II Guerra Mundial
Tras la invasión alemana de los Países Bajos en mayo de 1940, propugna la alianza con los alemanes y la abolición de la monarquía. En ese momento, Mussert esperaba que las nuevas autoridades alemanas le pusieran a la cabeza de un estado neerlandés independiente, pero la administración del país es asumida por el dirigente nazi austriaco Arthur Seyss-Inquart, quien purga a la burocracia holandesa de potenciales opositores al nazismo e instala el aparato de represión política nazi en Países Bajos, colocando a funcionarios germanos en los puestos claves de la administración pública y negando -en los hechos- cualquier oportunidad de constituir un "gobierno títere" neerlandés nativo. 
Seyss-Inquart, no obstante, no prescindirá de Mussert y contará con él para que los nazis holandeses actúen como una fuerza local de apoyo a los ocupantes alemanes. Así, en 1941, el NSB es el único partido neerlandés autorizado por el ocupante y colabora abiertamente en las administraciones alemanas civiles y locales: sus efectivos alcanzan entonces los 100.000 miembros. Por ello, al ser Mussert el líder del único partido permitido, esto le convierte en el personaje principal de la política de los Países Bajos, laborando activamente para beneficiar el esfuerzo de guerra alemán y forzar a sus compatriotas a hacer lo propio.
En septiembre de 1940, pocos meses después de la invasión alemana, Mussert encarga a un miembro del NSB, Henk Feldmeijer, la misión de formar una unidad de SS holandeses (Nederlandsche SS) en apoyo de los nazis. No será la única acción pro-nazi de Mussert, si bien cuando se produjo el Ataque alemán a la Unión Soviética junto con el NSB formuló un llamamiento de voluntarios para acudir al Frente del Este en socorro de Alemania, mientras que las milicias del NSB apoyaban a la Gestapo nazi en la persecución contra la Resistencia holandesa y la numerosa comunidad judía. Más avanzada la guerra, llegarían a formarse divisiones alemanas compuestas por nazis holandeses, como la 34.ª División de Granaderos SS Landstorm Nederland. El 13 de diciembre de 1942 Mussert fue nombrado al fin "Führer" (líder) del Pueblo Holandés por los alemanes, aunque su poder político en la realidad era bastante reducido.
El 7 de mayo de 1945, después de la Rendición alemana, fue detenido por las nuevas autoridades neerlandesas, bajo la acusación de traición por su colaboración con el ocupante nazi. Sus anteriores políticas y apoyo al poder alemán se le volvieron en contra y finalmente fue procesado y condenado a muerte. Sería fusilado el 7 de mayo de 1946, en La Haya.